# Obús M114 155 mm
El M114 155 mm es un obús remolcado, desarrollado y empleado por el Ejército de los Estados Unidos. Entró en producción 1942 como una pieza de artillería de peso medio bajo la designación Obús M1 155 mm. Fue utilizado en combate con el Ejército de los Estados Unidos en la Segunda Guerra Mundial, en la guerra de Corea y la Guerra de Vietnam, antes de ser reemplazado por el M198. 
También fue adoptado por las fuerzas armadas de muchos otros países. En 1997 fue enviado un lote de ciento dieciséis obuses sobrantes a Bosnia. En algunos países, el M114 155 mm aún continúa en servicio.

## Desarrollo
Durante la década de 1930 se estuvo desarrollando un nuevo afuste para el obús M-1918 155 mm de la Primera Guerra Mundial, que era una versión construida bajo licencia del obús francés Schneider Modelo 1917 155 mm, hasta que en 1939 se llegó a la conclusión que no tenía sentido montar un obús obsoleto sobre un nuevo afuste. Por lo cual se reinició el desarrollo de un afuste diseñado para montar tanto el obús de 155 mm, como el cañón de 120 mm. El proyecto estuvo listo el 15 de mayo de 1941, cuando se estandarizó como Obús M1 sobre afuste M1. El nuevo obús se distinguía del antiguo modelo por tener una caña más larga de 20 calibres y un nuevo cierre de recámara. Cabe destacar que fue la única pieza de artillería con cierre de rosca interrumpida "cono lento" que entró en servicio estadounidense después de 1920. Esto significaba que precisaba dos movimientos para abrir la recámara, al contrario del único movimiento del cierre de rosca interrumpida "cono empinado" que simultáneamente giraba y abría la recámara.[cita requerida]
El obús M1A1 fue redesignado como M114 en 1962.[cita requerida]

## Variantes del afuste

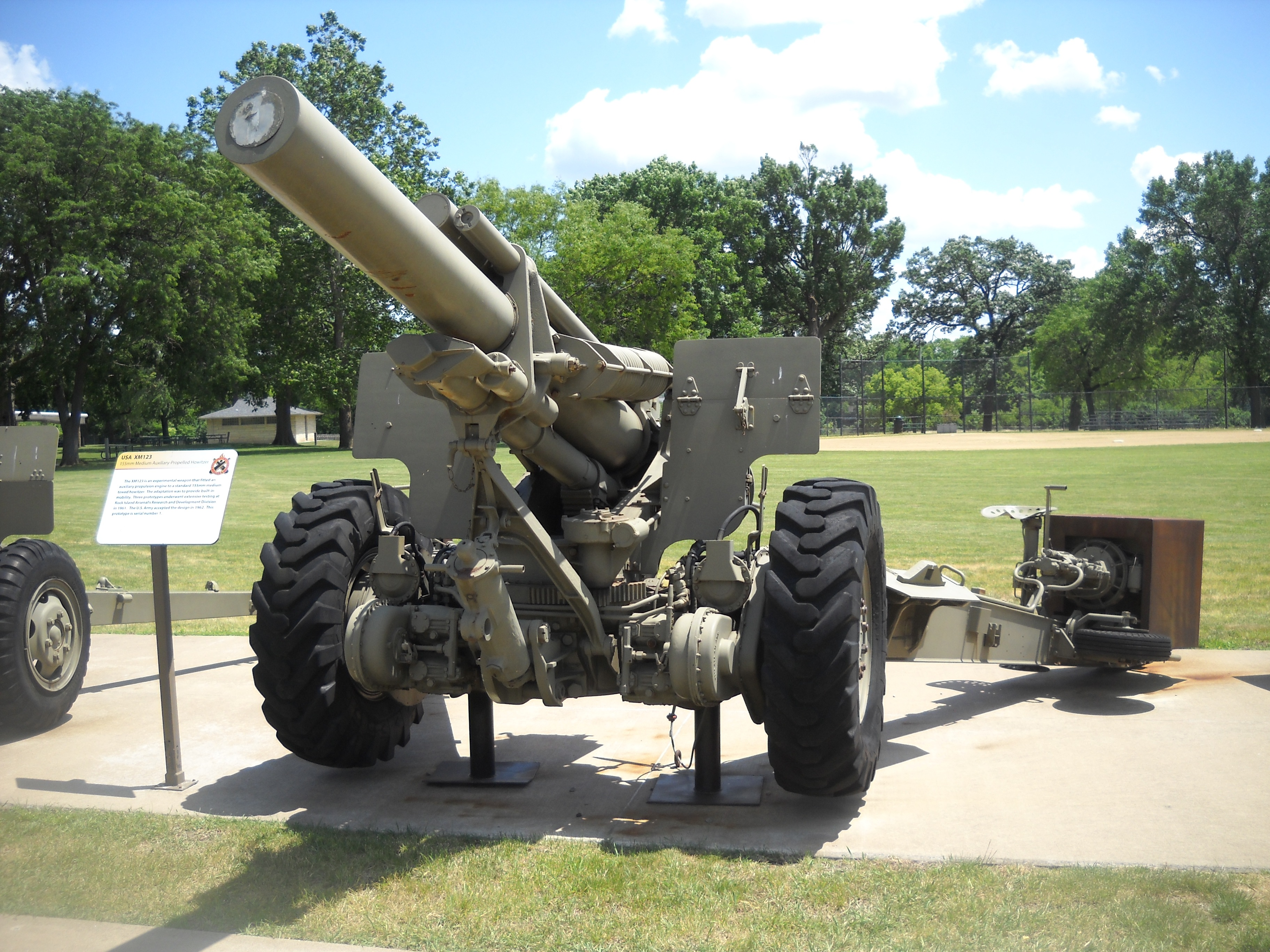
Vista frontal del obús medio con propulsión auxiliar XM123 155 mm del Museo del Arsenal de Rock Island.

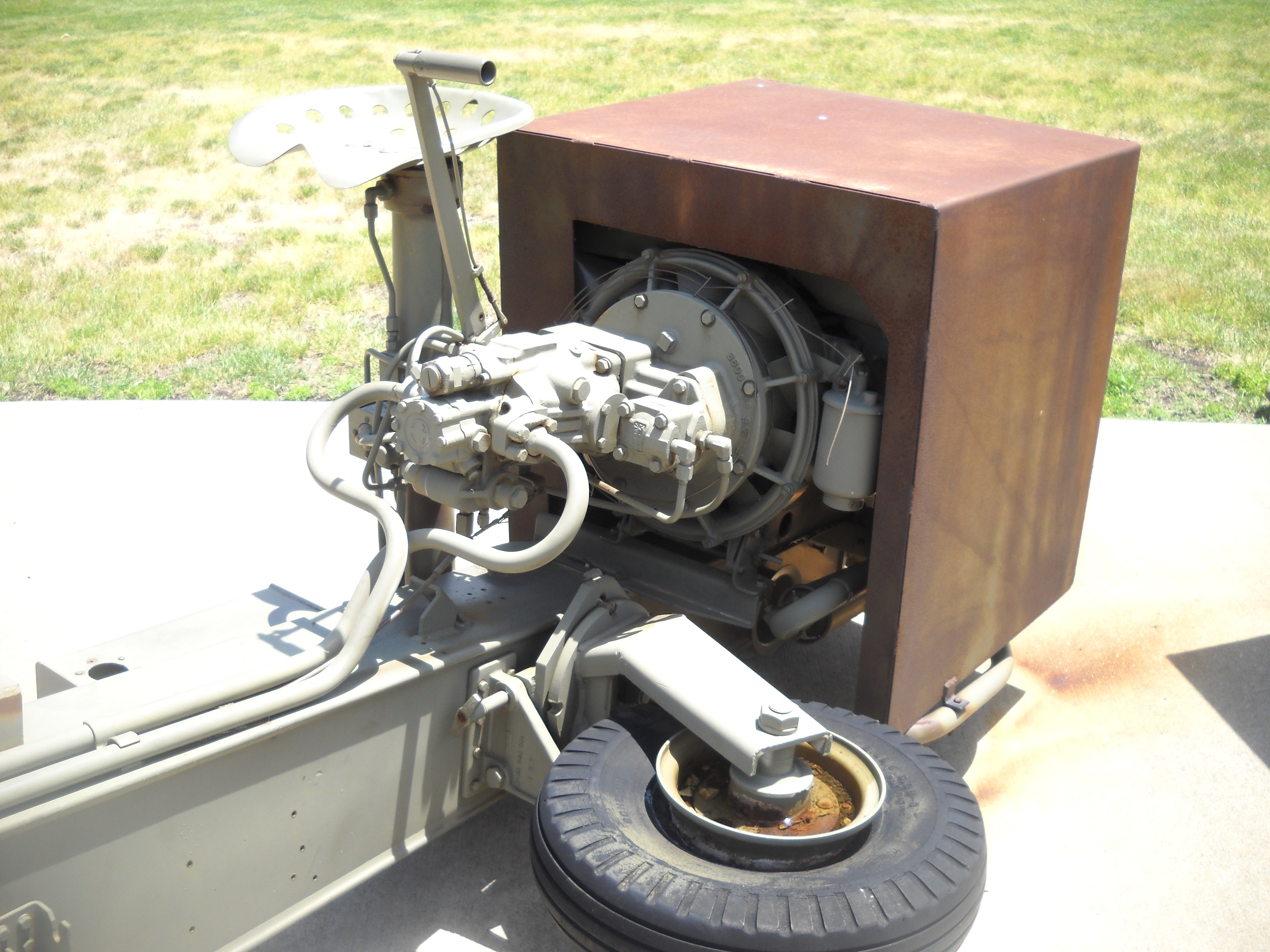
Acercamiento del asiento y la unidad de potencia auxiliar del XM123 155 mm del Museo del Arsenal de Rock Island.

El afuste también era empleado por el cañón M1 4,5 pulgadas. Recibió una serie de cambios menores a lo largo del tiempo. Los frenos eléctricos Warner originales fueron reemplazados por frenos neumáticos Westinghouse en el M1A1. Los afustes del M1 y el M1A1 empleaban un pedestal ubicado delante del eje, que se desplegaba mediante un mecanismo de trinquete. En el M1A2 se reemplazó el trinquete por un mecanismo de tornillo, además de modificarse la abrazadera de transporte. El afuste M1A1E1 fue ideado para emplearse en las selvas y terrenos lodosos, reemplazando las ruedas del M1A1 con orugas de rotación libre, pero el proyecto se canceló después del 2 de septiembre de 1945 sin haber entrado en producción. Los afustes T-9 y T-10 fueron proyectos que empleaban aceros de baja calidad, también siendo cancelados cuando dejaron de ser necesarios. El T-16 era un afuste ligero hecho de acero de alta calidad, que se estimó que ahorraría 540 kg del peso total; su desarrollo empezó en julio de 1945 y continuó después de la guerra, aunque parece ser que también fue cancelado.
Dos variantes de mediados de la década de 1960 fueron los obuses con propulsión auxiliar XM123 155 mm y XM123A1 155 mm. El XM123 155 mm fue producido por la American Machine and Foundry, estando equipado con dos motores enfriados por aire de 20 cv producidos por la Consolidated Diesel Corporation, asiento del conductor, timón y rueda de guía en la cola izquierda que le permitían emplazarse más rápido después de desacoplarse de su tractor. En cambio, el XM123A1 tenía un solo motor de 20 cv y sistema de dirección eléctrico. El peso adicional en la cola izquierda desplazaba el obús después de cada disparo, por lo que precisaba ser realineado y el proyecto fue abandonado. El concepto fue copiado en el cañón antitanque soviético SD-44 85 mm, desarrollado en 1954 y empleado por las fuerzas aerotransportadas.[cita requerida]

## Versiones autopropulsadas
El obús fue montado experimentalmente a bordo de un casco alargado de M5 Stuart. El vehículo resultante fue designado Obús autopropulsado T64 155 mm. Se construyó un solo prototipo antes que el proyecto del T64 fuese abandonado en favor del T64E1, que empleaba el casco del tanque ligero M24 Chaffee. Este último fue finalmente adoptado como el obús autopropulsado M41 y entró en combate en la guerra de Corea. Hacia el final de la guerra de Corea, el Ejército estadounidense reemplazó al M41 con el obús autopropulsado M44.[cita requerida]

## Munición
El obús dispara munición dividida, proyectil y carga propulsora, con hasta siete tipos diferentes de cargas propulsoras, que van desde 1 (la más pequeña) hasta 7 (la más grande). La velocidad de boca, el alcance y la penetración en las tablas siguientes se obtuvieron empleado la carga propulsora completa M4A1. 

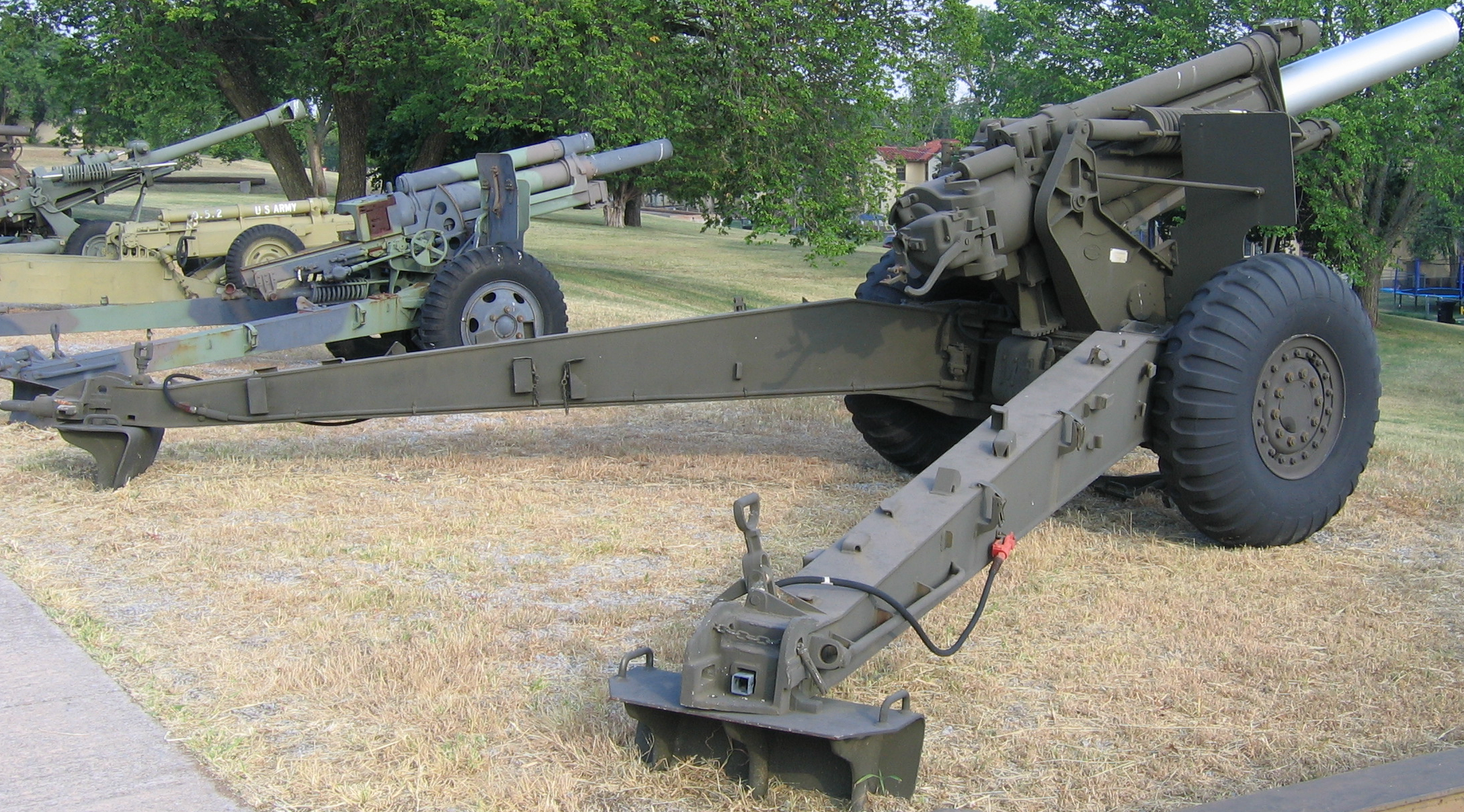
El M114 155 mm del del Museo de artillería de campaña del Ejército de los Estados Unidos, Fort Sill, Oklahoma.

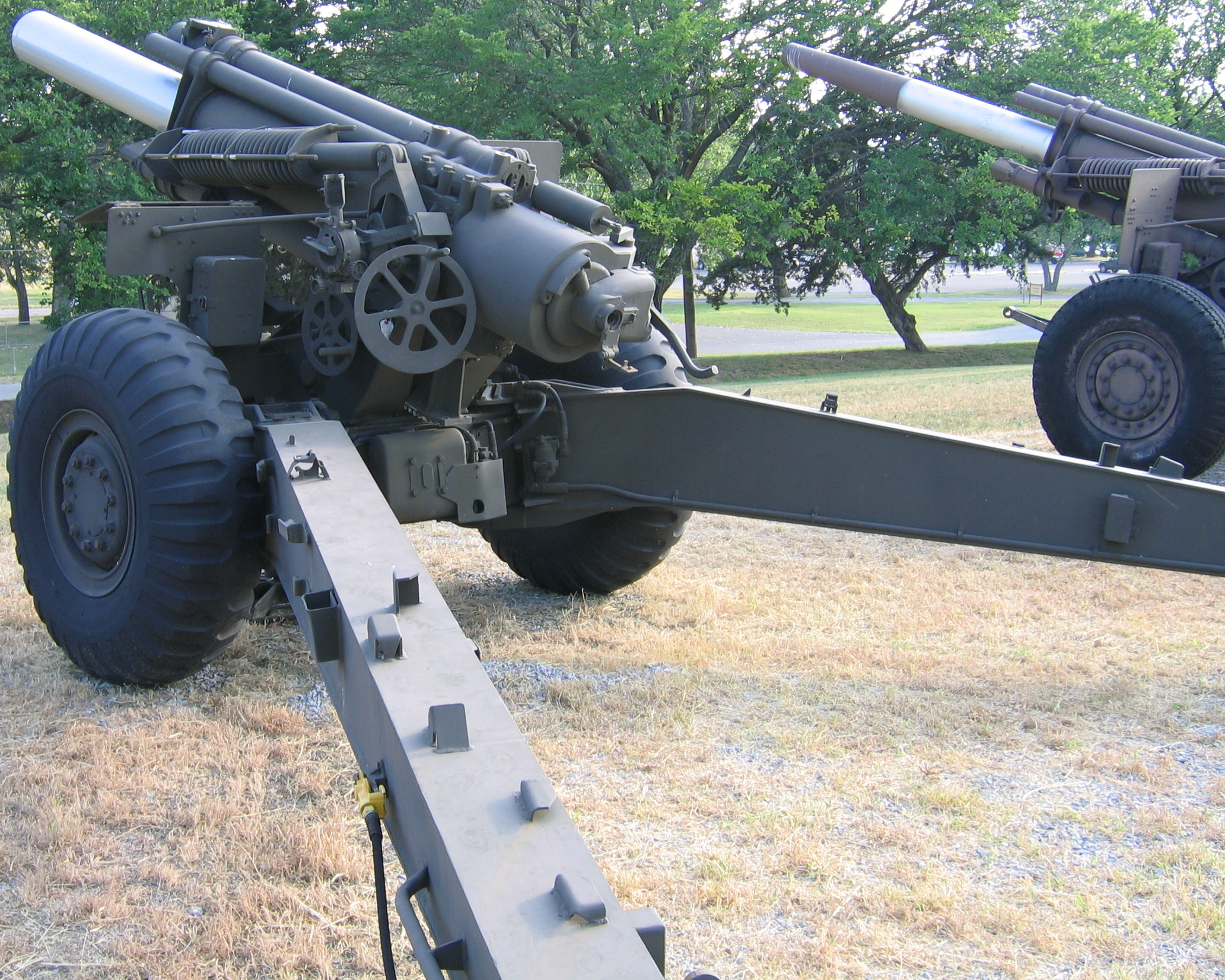
Acercamiento del M114 155 mm del Museo de artillería de campaña del Ejército de los Estados Unidos, Fort Sill, Oklahoma.

| Cargas propulsoras |         |                                                           |
| Modelo             | Peso    | Componentes                                               |
| M3                 | 2,69 kg | Carga básica y cuatro incrementos (para las cargas 1 a 5) |
| M4                 | 6,29 kg | Carga básica y dos incrementos (para las cargas 5 a 7)    |
| M4A1               | 6,31 kg | Carga básica y cuatro incrementos (para las cargas 3 a 7) |
| Mk I Inerte        | 3,63 kg | Carga básica y seis incrementos                           |
| M2 Inerte          | 3,34 kg | Carga básica y seis incrementos                           |

| Proyectiles              |                          |          |                                                      |                   |          |
| Tipo                     | Modelo                   | Peso     | Carga explosiva                                      | Velocidad de boca | Alcance  |
| HE                       | Obús M102 HE             | 43,13 kg | 7,06 kg, TNT                                         |                   |          |
| HE                       | Obús M107 HE             | 43 kg    | 6,86 kg, TNT                                         | 564 m/s           | 14.955 m |
| Fumígeno                 | Obús M105 FS             | 45,14 kg | 7,67 kg, trióxido de azufre en ácido clorosulfúrico, |                   |          |
| Fumígeno                 | Obús M105 WP             | 44,55 kg | 7,08 kg, fósforo blanco                              |                   |          |
| Fumígeno                 | Obús M110 FS             | 45,45 kg | 7,67 kg, trióxido de azufre en ácido clorosulfúrico  |                   |          |
| Fumígeno                 | Obús M110 WP             | 44,63 kg | 7,08 kg, fósforo blanco                              |                   |          |
| Fumígeno de señalización | Obús M116 BE             | 39,21 kg | 7,8 kg, mezcla fumígena                              |                   |          |
| Fumígeno                 | Obús M116 HC BE          | 43,14 kg | 11,7 kg, cloruro de cinc (HC)                        | 564 m/s           | 14.955 m |
| Químico                  | Obús M110 CNS            | 44,05 kg | 6,26 kg, cloroacetofenona (CN)                       |                   |          |
| Químico                  | Obús M110 H              | 43,09 kg | 5,02 kg, mostaza sulfurada                           | 564 m/s           | 14.972 m |
| Nuclear                  | Obús W48                 | 54 kg    | nuclear, equivalente a 72 t de TNT                   | 564 m/s           | 14.972 m |
| Iluminación              | Obús de iluminación M118 | 46,77 kg | 4,02 kg, bengalas                                    |                   |          |
| Práctica                 | Obús inerte Mk I         |          |                                                      |                   |          |
| Práctica                 | Obús inerte M7           | 43,09 kg |                                                      |                   |          |

| Penetración de hormigón armado (mm) |        |        |         |         |
| Munición \ Distancia | 0      | 914 m  | 2.743 m | 4.572 m |
| Obús M107 HE (a 0°) | 884 mm | 792 mm | 610 mm  | 488 mm  |
| Se emplearon distintos métodos de medición en varios países y periodos. Por lo tanto, la comparación directa es frecuentemente imposible. |        |        |         |         |

## Usuarios

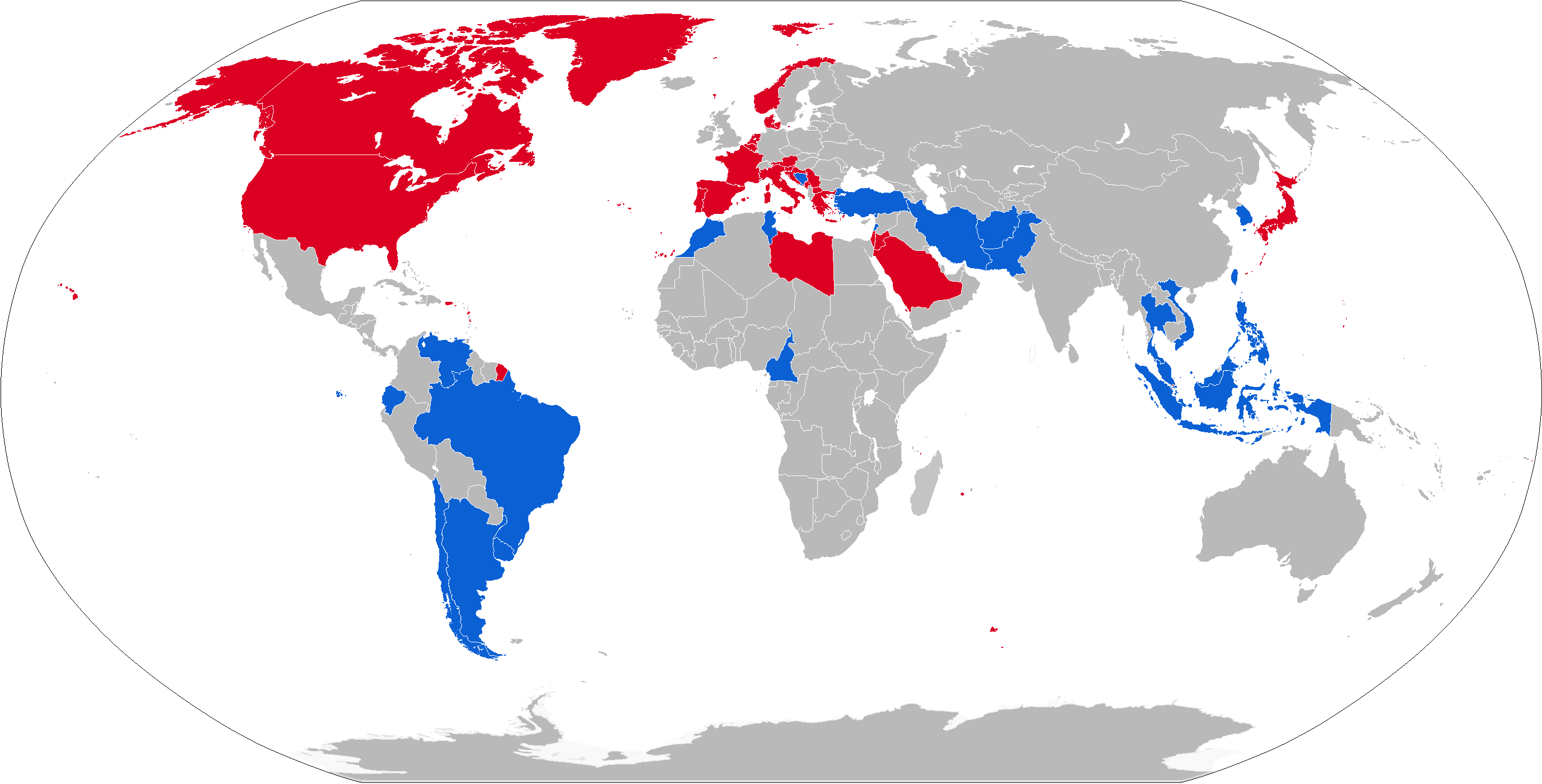
Mapa de los usuarios del M114 155 mm; los actuales en azul y los anteriores en rojo.

### Actuales
- Afganistán: tenía 24 en 2016.[5]
- Argentina: tenía 6 en 2016.[6]
- Birmania : tiene 100 en servicio.[7]
- Brasil: tenía 95 en el Ejército y 8 en la Infantería de Marina en 2016.[8]
- Corea del Sur[9]
- Ecuador: tenía 12 en 2016.[10]
- El Salvador: 6
- Filipinas[11]
- Grecia: tenía 206 en 2016.[12]
- Irán: tenía 70 en 2016.[13]
- Jordania: tenía 18 en 2016.[14]
- Laos: tenía 12 en 2016.[15]
- Líbano: tenía 18 en 2016.[16]
- Marruecos: tenía 20 en 2016.[17]
- México[18]62 unidades
- Pakistán: el Ejército pakistaní tiene 144 en servicio.[19][20]
- Perú: tenía 36 en 2016.[21]
- Portugal: tenía 24 en 2016.[22]
- Sudán: tenía 12 en 2016.[23]
- Tailandia: tenía 48 en 2016.[24] Almacenados como armamento de reserva.
- Taiwán: tenía 250 en 2016.[25]
- Túnez: tenía 12 en 2016.[26]
- Turquía: tenía 517 en 2016.[27]
- Uruguay: tenía 8 en 2016.[28]
- Venezuela: tenía 12 en 2016.[29]
- Vietnam[30]

### Anteriores
- Arabia Saudita: tenía 50 en 2016.[31] Retirados de servicio.
- Austria[cita requerida]
- Bélgica
- Canadá
- Croacia
- Dinamarca[32]
- España[32]
- Estados Unidos[32]
- Francia
- Israel
- Italia[32]
- Japón
- Libia
- Noruega[32]
- Países Bajos[32]
- República Jemer
- Singapur
- Yugoslavia (heredado por sus estados sucesores)

### Listas relacionadas
- Anexo:Materiales históricos del Ejército de Tierra de España desde la posguerra